# Kristjan Horžen
Kristjan Horžen (* 8. Dezember 1999 in Novo Mesto) ist ein slowenischer Handballspieler auf der Kreismitte-Position. Er spielt in der Bundesliga für den VfL Gummersbach.

## Karriere
Horžen begann seine Profikarriere in Slowenien bei RK Trimo Trebnje und wechselte in der Saison 2018/19 zum slowenischen Rekordmeister RK Celje, bei dem er Erfahrung in der EHF Champions League sammelte. Mit Celje gewann er 2019 und 2020 die slowenische Meisterschaft.
Im August 2021 ging er in die Bundesliga zu den Rhein-Neckar Löwen, nachdem der Wechsel ursprünglich für 2022 eingeplant gewesen war. Im Sommer 2023 wechselte er zum Ligakonkurrenten VfL Gummersbach.
Vor der Europameisterschaft 2020 in Norwegen, Österreich und Schweden gab er sein Debüt in der slowenischen Nationalmannschaft. Beim anschließenden Turnier wurde er mit dem Team Vierter. Bei der Weltmeisterschaft 2025 warf er zehn Tore in sechs Spielen und belegte mit dem Team den 13. Platz.